# Рабла
Рабла је насеље у Италији у округу Болцано, региону Трентино-Јужни Тирол.
Према процени из 2011. у насељу је живело 1480 становника. Насеље се налази на надморској висини од 534 м.